# Chamberlin (cratera marciana)
Chamberlin é uma cratera marciana. Tem como característica 120.4 quilômetros de diâmetro. O seu nome é em homenagem a Thomas Chamberlin, um geólogo americano.